# Mircea (film)
Mircea este un film istoric românesc din 1989, regizat de Sergiu Nicolaescu. Rolurile principale sunt interpretate de: Sergiu Nicolaescu, Șerban Ionescu, Adrian Pintea, Vlad Nemeș, Silviu Stănculescu, Ion Besoiu, Ion Rițiu, George Alexandru, Ioana Pavelescu, Manuela Hărăbor și Colea Răutu.
Filmul prezintă câteva momente semnificative de la sfârșitul domniei lui Mircea cel Bătrân (1386-1418), domnul Țării Românești: pregătirea luptei cu oastea otomană condusă de sultanul Mehmed I, supravegherea intrigilor boierilor care doreau să închine țara puterilor străine și îndrumarea educației nepotului preferat, Vlad. De asemenea, sunt prezentate sub formă de flash-back mai multe evenimente din perioada domniei voievodului muntean.

## Rezumat
La începutul secolului al XIV-lea, o oaste ungară condusă de regele Carol Robert de Anjou intră în Țara Românească, fiind învinsă în Bătălia de la Posada (1330) de oastea română condusă de voievodul Basarab I. În deceniile următoare, din pustiurile Asiei au năvălit înspre Europa otomanii, a căror singură lege era sabia. Ei au cotropit statele aflate în cale și au ajuns în cele din urmă până la Dunăre, sub conducerea sultanului Baiazid I (Ion Rițiu) (1389-1402).
La începutul domniei sale, Mircea cel Bătrân (Sergiu Nicolaescu) a domnit împreună cu fratele său, Dan (Traian Costea). Când turcii au invadat Țara Românească, Dan se opune luptei cu aceștia și trece în tabăra otomană. Mircea se luptă cu turcii în Bătălia de la Rovine (1395), învingându-i și determinându-i să se retragă. Deoarece puterea turcilor era mare, ei au reintrat ulterior în țară și l-au înscăunat ca domn pe Dan. În acest timp, Mircea se retrăsese în Cetatea Făgărașului și a purtat tratative cu Sigismund de Luxemburg (Vladimir Găitan), regele Ungariei. S-a format o oaste cruciată condusă de regele Sigismund, cu un contingent burgund condus de Ioan (Ștefan Velniciuc), conte de Nevers și fiul ducelui de Burgundia. Din cauza orgoliilor și a disputelor între diferiții comandanți, oastea cruciată a fost învinsă de turci în Bătălia de la Nicopole (1396). Dan a fost alungat din țară de Mircea și s-a ascuns pe la curțile regilor din apusul Europei de la care spera să primească ajutor pentru a reveni în țară. El a fost amenințat de Mircea că va fi osândit la moarte dacă va mai călca pe teritoriul țării.
Mai târziu, din hăurile Asiei s-au ivit alți năvălitori mai sălbatici și mai nemiloși decât otomanii, hoardele mongole conduse de Timur Lenk (Corneliu Țigancu). Mongolii i-au învins pe turci în Bătălia de la Ankara (1402), iar Baiazid a fost luat prizonier, murind în cele din urmă în captivitate. Otomanii au devenit vasali ai lui Timur Lenk. În anii următori, Imperiul Otoman a trecut printr-o perioadă de lupte interne în care au fost implicați cei trei fii supraviețuitori ai lui Baiazid: Mehmed I (George Alexandru), Musa și Mustafa. Mircea cel Bătrân i-a sprijinit cu bani și oști pe Musa și Mustafa, el având un aliat în persoana solului turc Izzedin Bey (Colea Răutu). Dar, în cele din urmă, sultan a devenit Mehmed (1413-1421).
Dorind să se răzbune pe Mircea cel Bătrân pentru înfrângerea oștilor turcești la Rovine și susținerea la tron a celor doi frați ai sultanului, Mehmed sosește la Dunăre cu o armată numeroasă. De asemenea, Dan se află la Castelul Bran cu o oaste nemțească, pregătit să intre și el în țară. Pe lângă dușmanii din exteriorul țării, Mircea se confruntă cu dușmani interni. Solii germani și polonezi încearcă să-l convingă pe fiul său, prințul coregent Mihail I (Șerban Ionescu), să-și înlăture tatăl de la domnie. Ei îi au ca aliați pe Elisaveta (Ioana Pavelescu), soția prințului, și pe doi boieri din sfatul țării: paharnicul Ene Udobă (Silviu Stănculescu) și slugerul Ion Iercău (Corneliu Gîrbea). Solul german, preotul catolic Gerolamo (Ion Besoiu), îi spune Elisavetei să-l convingă pe Mihail să accepte să devină vasalul împăratului Sigismund dacă vrea să domnească pe tronul Țării Românești.
Mircea cel Bătrân cere sprijin de la curțile regilor Europei pentru a se lupta cu turcii. Solii german și polonez îi condiționează ajutorul de recunoașterea suzeranității Germaniei și respectiv a Poloniei asupra Țării Românești. Solul turc Izzedin Bey îi comunică domnului că sultanul își va retrage oștirea dacă domnul va accepta să plătească tribut turcilor, îl va ajuta cu oaste de fiecare dată când sultanul va avea nevoie și va permite trecerea oștilor otomane pe teritoriul țării. În plus, domnul trebuia să se angajeze să nu se mai amestece în treburile imperiului și să-și trimită unul dintre fii ca oaspete la curtea sultanului.
Nepotul voievodului, Vlăduț (Vlad Nemeș), fiul lui Vlad Dracul (Adrian Pintea) și al soției sale, Irina (Manuela Hărăbor), surprinde o serie de discuții ale boierilor intriganți și încearcă să i le aducă la cunoștință domnului, dar acesta îi spune că nu-i plac oamenii pârâcioși. În aceste condiții, Vlăduț fuge din cetate și călărește până la oastea aflată pe malurile Dunării, dorind să-l informeze pe tatăl său de intrigile de la curte. Crezând că și tatăl său uneltește pentru a deveni domn, Vlăduț fuge din tabără și se aruncă în Dunăre, dar este prins de Izzedin Bey și dus în tabăra sultanului. Aflând aceasta, Mircea cel Bătrân se deghizează în sol al domnului român și pătrunde în tabăra sultanului, cu complicitatea lui Izzedin. El îi propune lui Mehmed ca domnul român și sultanul turc să se întâlnească împreună într-un loc acceptat de comun acord pentru a decide soarta războiului. În semn de bunăvoință, Mehmed acceptă să-i permită lui Vlăduț să plece împreună cu solii români.
Pe drumul spre curtea domnească, Mircea cel Bătrân îi povestește lui Vlăduț mai multe episoade din istoria Țării Românești, inoculându-i copilului sentimentul patriotismului și al devotamentului față de propriul popor. El recunoaște că au murit prea mulți oameni pentru apărarea țării și încearcă să găsească o soluție de evitare a războiului. În acea noapte, arcașul Will Stapleton (Virgil Flonda) încearcă să-l ucidă pe Mircea, dar îl confundă cu Mezea (Papil Panduru), slujitorul credincios al voievodului. Domnul se deplasează la Bran, iar Dan suferă un atac de cord și moare atunci când îl vede. Mircea îl pune pe Vlăduț să-i judece pe boierii Udobă și Iercău pentru că au uneltit cu un vânzător de țară. Vlăduț îi condamnă pe ce doi să fie trași în țeapă, iar domnul îi pune să urmărească execuția pentru a deveni astfel responsabil pentru propriile hotărâri. Stapleton îl nimerește pe Mircea cel Bătrân cu o săgeată, fiind apoi tăiat cu sabia de domn.
Revenit în țară, Mircea este întâmpinat de Vlad care-i spune că prințul Mihail uneltește cu dușmanii țării. Voievodul îl alungă din țară pe preotul Gerolamo și le dezvăluie boierilor că Mihail s-a prefăcut a unelti. El o atenționează pe Elisaveta că prefăcătoria ei a fost prea veridică. Mircea se duce la oastea de pe malul Dunării, împreună cu cei doi fii ai săi, Mihail și Vlad, și cu nepotul Vlăduț. Izzedin îl anunță că Mehmed a acceptat să se întâlnească cu voievodul român pe o insulă de pe Dunăre. Mircea acceptă să plătească tribut turcilor și să îl trimită la curtea imperială pe Vlad, dar Mehmed cere să fie trimis Vlăduț. Domnul refuză această cerere și pleacă. Pe drumul spre oaste, Mehmed poruncește să i se taie capul lui Izzedin.
În acea noapte, starea de sănătate a lui Mircea se agravează, dar el reușește să reziste până a doua zi din dorința de a se afla în fruntea armatei pentru a fi văzut de români și de turci. Domnul apare a doua zi pe cal în fața oștilor, iar Mehmed decide să accepte învoiala făcută pe insulă, dându-i lui Mircea posibilitatea de a trimite pe cine vrea la curtea imperială. Armata turcească se retrage de pe malul Dunării. Vlăduț îi cere domnului să fie trimis la curtea sultanului pentru a afla care sunt punctele forte și cele slabe ale armatei otomane și a putea în viitor să țină piept oștilor turcești. Filmul se încheie cu Mircea cel Bătrân stând pe malul mării și afirmând că el a lăsat urmașilor țara întreagă ca moștenire.

## Distribuție
- Sergiu Nicolaescu — Mircea cel Bătrân, domnul Țării Românești
- Șerban Ionescu — prințul coregent Mihail I, fiul lui Mircea cel Bătrân
- Adrian Pintea — Vlad Dracul, fiul lui Mircea cel Bătrân
- Vlad Nemeș — Vlăduț, fiul lui Vlad Dracul, viitorul domn Vlad Țepeș
- Silviu Stănculescu — paharnicul Ene Udobă
- Ion Besoiu — preotul Gerolamo, trimisul regelui Sigismund al Ungariei și Germaniei
- Ion Rițiu — sultanul otoman Baiazid I
- George Alexandru — sultanul otoman Mehmed I
- Ioana Pavelescu — Elisaveta, soția prințului Mihail
- Manuela Hărăbor — Irina, soția prințului Vlad
- Colea Răutu — Izzedin Bey, solul turcesc al lui Baiazid și apoi al lui Mehmed I
- Traian Costea — prințul Dan Uzurpatorul, fratele lui Mircea cel Bătrân
- Vladimir Găitan — împăratul german Sigismund de Luxemburg
- Corneliu Gîrbea — slugerul Ion Iercău (menționat Cornel Gîrbea)
- Papil Panduru — Mezea, slujitorul credincios al lui Mircea
- Ștefan Velniciuc — Jean de Nevers, fiul ducelui de Burgundia
- Ion Colan — căpitanul Bratu
- Valeriu Paraschiv (menționat Val Paraschiv)
- Ștefan Hagimă — contele Philippe d'Artois et d'Eu
- Virgil Flonda — arcașul Will Stapleton
- Bogdan Nemeș — prințul Dan, fiul lui Mihail/prințul Mihail copil
- Paul Fister
- Ionel Rusu
- Constantin Păun
- Vasile Boghiță — trimisul regelui Vladislav al Poloniei
- Cristian Șofron — Musa Çelebi, fiul lui Baiazid, fratele lui Mehmed
- Geo Dobre — generalul bizantin
- Mircea Stoian
- Viorel Comănici — marele vizir
- Corneliu Țigancu — Timur Lenk, hanul mongolilor
- Matei Barna Elek (menționat Elek Barna Matei)
- Mircea N. Crețu
- Niculae Urs (menționat Nicolae Urs)
- Alexandru Dobrescu — boier cu barbă albă (nemenționat)
- Viorel Plăvițiu — Jean de Vienne, amiralul Franței (nemenționat)
- Vasile Albineț - oștean din garda regală (nemenționat)
- Dan Profir - un bard (nemenționat)
- Gabriel George Munteanu - oștean (nemenționat)

## Reprezentarea personajului principal
Profesoara Elena Saulea a evidențiat faptul că voievodul Mircea cel Bătrân este descris în film ca un personaj mitic, „un bărbat ilustru prin intermediul căruia se transmite un mesaj al istoriei către viitor”. El este caracterizat „printr-o statură princiar-războinică, cu metalizări ale spiritului-trup”.
Scenaristul și regizorul acestui film au intenționat mai mult să prezinte un erou legendar decât să evoce o perioadă istorică. Mircea cel Bătrân este prezentat aici ca un rege Arthur care radiază frumusețe morală și înțelepciune. Ideea filmului este căutarea de către domn a modului de păstrare a independenței țării, dar și a succesorului potrivit la tron. Domnul apare ca „un fel de zeitate ce organizează mai ales viitorul”, trecutul devenind doar o poveste (un fel de basm) pentru nepotul ce este pregătit pentru a urca mai târziu pe tron. Relația între voievodul Mircea și copilul Vlăduț apare astfel ca o relație între trecut și viitor.
Tânărul Vlăduț îl prefigurează prin comportament pe viitorul domn Vlad Țepeș, el luând prima sa decizie de tragere în țeapă a boierilor intriganți și trădători după ce i-a judecat la propunerea lui Mircea cel Bătrân. Copilul își dovedește aici caracterul crud care se va manifesta în mod semnificativ în perioada domniei sale.
Filmul conține mai multe motive de basm cum ar fi calul nărăvaș ce poate fi călărit numai de cel cu gânduri bune, călătoria inițiatică în Imperiul Otoman, rivalitatea între frați, orgoliul cavalerilor medievali adunați în jurul unei mese rotunde, prezența acestor motive având rolul de a susține ideea că personajul principal este un erou mitic. În plus, secvența confruntării lui Timur Lenk cu Baiazid face posibilă evocarea unei adevărate filozofii a vieții: efemeritatea gloriei („Mărirea și slava sunt fum!”).

## Erori în prezentarea realității istorice
Profesorul Marius Diaconescu (lector dr. la Facultatea de Istorie a Universității din București și specialist în istorie medievală) a afirmat că Mircea cel Bătrân nu l-ar fi învins pe Baiazid în bătălia de la Rovine, deoarece în următorii aproape doi ani și jumătate de după bătălie Mircea cel Bătrân ar fi fost refugiat în Transilvania. El s-ar fi aflat în martie 1395 la Brașov, unde a solicitat ajutor regelui Ungariei, Sigismund de Luxemburg. Același istoric susține că armata ungară ar fi încercat să îl repună pe Mircea cel Bătrân de patru ori pe tronul Țării Românești, de fiecare dată fiind alungat însă de turci.

## Producție
Scenariul filmului a fost scris de romancierul Titus Popovici, autor al scenariilor unor filme istorice de succes: Dacii (1967) și Mihai Viteazul (1971). Filmul a fost realizat în studiourile Centrului de Producție Cinematografică București.
Filmările au fost realizate în vara anului 1988, în colaborare cu Ministerul Apărării Naționale, acest lucru fiind menționat pe genericul de început. În realizarea filmului au fost folosiți mai mulți consilieri și anume: consilier militar - col. dr. Constantin Ucrain (pe generic el este trecut consilier istoric), consultanți istorici - prof. Radu Florescu și prof. Gemil Tahsin (creditat pe generic Gemil Tatsin), consilieri de lupte - Paul Fister și Constantin Păun. Redactor muzical a fost Anca Dumitrescu. Caii au provenit de la hergheliile Ministerului Agriculturii.
Sergiu Nicolaescu a modificat parțial scenariul lui Titus Popovici, adăugând replici rostite de Mircea cel Bătrân precum „Eu nu vreau să domnesc peste oameni în genunchi, mânjindu-le sufletele cu minciuna și înșelătoria, silindu-i să se supună și străinilor!”, „Și acum, între noi, boieri dumneavoastră. După ce 30 de ani ne-am împotrivit oricărei închinări, acum ce facem, ne închinăm păgânilor ori creștinilor? Sau și la unii și la alții?” sau, adresându-se unui boier aflat în genunchi și cu capul plecat, „Vezi tu, măi Udobă, din poziția asta nu vei mai privi înainte niciodată și nu vei mai sta drept decât în întuneric. În jos am privit destul, iar eu am durat să dau acestei țări mândrie și onoare. Ar trebui să găsim taina care ne-a ținut în nemișcare timp de 1000 de ani, pentru a o putea sugruma cu tot și pe toți care ne mai leagă de ea.”.
Premiera filmului era programată să aibă loc la 5 iunie 1989, dar președintele RSR Nicolae Ceaușescu a cerut să fie făcute unele modificări la scenariu. Scenaristul Titus Popovici a modificat astfel 17 pagini din scenariu. La 2 iunie 1989, regizorul Sergiu Nicolaescu se afla la Bad Segeberg, lângă Hamburg (Germania), unde lucra la un spectacol Karl May. El a fost anunțat de Mihai Dulea, ministrul adjunct al culturii, responsabil cu cinematografia, că premiera a fost amânată din dispoziția soților Ceaușescu și i s-a cerut să vină la București la 4 iunie pentru a discuta modificările cerute. Supărat, regizorul a refuzat să vină în țară și a afirmat că el nu vrea să schimbe nimic la filmul Mircea, indiferent cine ar fi cel care i-ar cere aceasta. Imediat, Nicolaescu a fost sunat la telefon de scenaristul Titus Popovici și apoi de Suzana Gâdea, președintele Consiliului Culturii și Educației Socialiste. Regizorul a refuzat să vină în țară și să modifice filmul. Sergiu Nicolaescu a revenit în România abia la 15 iulie și i s-a reținut pașaportul încă de la graniță. Dulea i-a arătat 17 pagini cu modificările cerute de Ceaușescu și acceptate de Titus Popovici. El nu a vrut să se uite pe materialul modificat și a refuzat orice modificare. Filmul Mircea a avut premiera abia la 17 noiembrie 1989 la Cinematograful Patria, în absența regizorului. În timpul Revoluției din decembrie 1989, regizorul Nicolaescu a găsit în biroul lui Nicolae Ceaușescu din sediul CC-ului decupajul regizoral cu observații și o scrisoare a lui Titus Popovici către Ceaușescu în care scenaristul explica diferențele între scenariul lui și filmul realizat.
Coloana sonoră a filmului a fost refăcută la începutul anilor 2000 de inginerul de sunet Anușavan Salamanian în versiune Dolby Surround.

## Recepție
Filmul Mircea a fost vizionat de 459.726 de spectatori la cinematografele din România, după cum atestă o situație a numărului de spectatori înregistrat de filmele românești de la data premierei și până la data de 31.12.2007 alcătuită de Centrul Național al Cinematografiei.
Machiorul Mircea Vodă a primit în 1989 Premiul pentru machiaj al Asociației Cineaștilor din România (ACIN) pentru filmele François Villon – Poetul vagabond și Mircea.
Analizând acest film, criticul Călin Căliman a lăudat imaginile spectaculoase ale luptei oastei lui Mircea cu armata otomană, precum și portretele durabile create de Sergiu Nicolaescu, Vlad Nemeș, Șerban Ionescu, Adrian Pintea și Colea Răutu.
Criticul Tudor Caranfil a dat filmului o stea din cinci și a făcut următorul comentariu: „Momente semnificative ale sfârșitului de domnie pentru Mircea cel Bătrân: luptele cu Mehmet, urmașul lui Baiazid, supravegherea boierilor intriganți și îndrumarea educației nepotului preferat, Vlad. Adaptare puerilă a unor evenimente înălțătoare, care compromite atât personajele cât și protagoniștii genericului.”

## Notă explicativă
1. ↑  Fiul ducelui de Burgundia purta la vremea respectivă titlul de „conte de Nevers”.